# Supercupa Europei 1979
Supercupa Europei 1979 s-a jucat între Nottingham Forest și FC Barcelona. Nottingham Forest a câștigat cu 2-1 la general.

## Detalii

### Prima manșă
| Nottingham Forest | 1 – 0 | Barcelona |
| ----------------- | ----- | --------- |
| George 9'         |       |           |

### A doua manșă
| Barcelona          | 1 – 1 | Nottingham Forest |
| ------------------ | ----- | ----------------- |
| Roberto 25' (pen.) |       | Burns 42'         |

Nottingham Forest a câștigat cu 2–1 la general.
| Supercupa Europei 1979         |
| ------------------------------ |
| Anglia                         |
| Nottingham Forest Primul titlu |